# 카를 볼프
카를 프리드리히 오토 볼프(독일어: Karl Friedrich Otto Wolff, 1900년 5월 13일 ~ 1984년 7월 15일)는 나치 독일의 SS대장이자 무장 친위대의 대장이다.
그는 SS제국지도자 참모진의 수장이자 아돌프 히틀러의 친위대 연락 장교로 승진되었다. 그는 나치 정권하에서 가장 성공적인 경력을 가진 자로 평가되었다. 종전 직후 그는 이미 1945년 이전에 홀로코스트를 알고 있었다고 주장하였다. 1964년 9월 30일 뮌헨 제2주법원에서 그가 최소 300,000명의 유대인을 학살하는데 조력한 죄를 추궁하여 15년 징역형을 선고하였다.